# Autobus Atac OM
Gli OM della rete di Roma sono stati un gruppo di 28 veicoli autobus, 1 sperimentale urbano, 15 urbani e 12 extraurbani articolati, adibiti al servizio della città e all'autolinea Roma-Tivoli.

## Storia

### Il prototipo sperimentale del 1934
In tutta la sua storia l'ATAC ha utilizzato pochi autobus OM, tra i quali solo quelli degli anni '50 si sono rivelati affidabili. Un primo veicolo OM, derivato dai contemporanei autocarri dello stesso costruttore, viene sperimentato a Roma dal 19 gennaio 1934 al 12 marzo 1935. Sostanzialmente simile ai contemporanei Alfa Romeo a due assi la carrozzeria è stata allestita da officina non accertata secondo le specifiche che l'ATAG ha a suo tempo fornito per mettere in circolazione veicoli di grande capacità, con ampi finestrini e con accessi dotati di porte a quattro antine. Il motore è l'OM-LD da 100 CV con moltiplicatore di velocità sistema Maybach e servofreno ad aria compressa sistema Knorr.

### Gli OM Orione e Super Orione
Nei primi anni '50, col mercato dominato dai Fiat 672 e 680) e dai Lancia Esatau, la OM si rilancia sul mercato dei veicoli pesanti col nuovo telaio "Orione", perfezionato nel 1955 col Super-Orione. L'ATAC pone un ordine per dieci vetture che montano la medesima carrozzeria Viberti allestita per i contemporanei autobus Atac "Fiat 405", consegnate in due gruppi di cinque autobus nel 1956 e nel 1959. Più o meno contemporaneamente ordina anche dodici autobus articolati da mettere in servizio sull'autolinea Roma-Tivoli al posto degli ormai inadeguati Lancia Esatau extraurbani dell'ATAC, ormai datati e malridotti. Tutti questi autobus sono dotati di motore OM CH 2-DL da 200 CV con cambio a quattro velocità e riduttore a comando pneumatico e freno ad aria compressa sistema Knorr.
Gli articolati sono costituiti da una semicassa a due assi con asse posteriore motore e da una semicassa rimorchiata ad un asse, appoggiata tramite articolazione sferica alla prima. Il primo asse del rotabile è sterzante nel modo usuale, sotto l'azione del volante di direzione, mentre il terzo asse è auto-sterzante in dipendenza dell'angolo formato dall'articolazione. All'usuale freno ad aria compressa è qui aggiunto un freno ausiliario automatico per l'asse della semicassa posteriore. Trattandosi di vetture extraurbane sono verniciati in due toni di bleu, scuro sopra la fascia mediana e chiaro sotto. Dopo il 1964, quando il servizio sulla Roma-Tivoli viene affidato ad autobus Atac extraurbani appositamente ordinati, gli OM articolati, o almeno quelli che al momento restano del gruppo, sono  riverniciati in doppio verde e posti saltuariamente in servizio su linee urbane a notevole traffico come il 409 e la circolare esterna sinistra (ES) esercitata con autobus.

### Gli OM Titano
Nel 1965 entra in servizio un piccolo gruppo di sole cinque vetture, allestite su telaio Fiat 410 dalla OM. Questi autobus montano una carrozzeria Piaggio con accesso anteriore a 3 antine praticamente identica a quella delle vetture Piaggio 3141-3150 (si distinguono per la calandra anteriore), ma sono dotati di motore orizzontale, posto al centro del telaio, del tipo OM DG-UL/10 a sei cilindri (10.310 cc) sovralimentato con un compressore volumetrico alimentato dai gas di scarico, che sviluppa una potenza massima di 230 cv a 2200 giri al minuto. La trasmissione delle vetture è qui di tipo meccanico, ma è abbinata con lo stesso cambio OM DRS-0,9 montato sui Lancia Esagamma (rapporto di moltiplicazione automatico fino all'innesto della presa diretta in marcia avanti), che permette qui la massima velocità di 54 km/h a pieno carico in piano. Come sui Lancia che montano lo stesso cambio, il conducente predispone unicamente la direzione di marcia del veicolo, in queste vetture attraverso un combinatore posto sul cruscotto del tutto simile a quello montato sui Fiat 410, col sistema che dà qui gli stessi scarsi risultati.

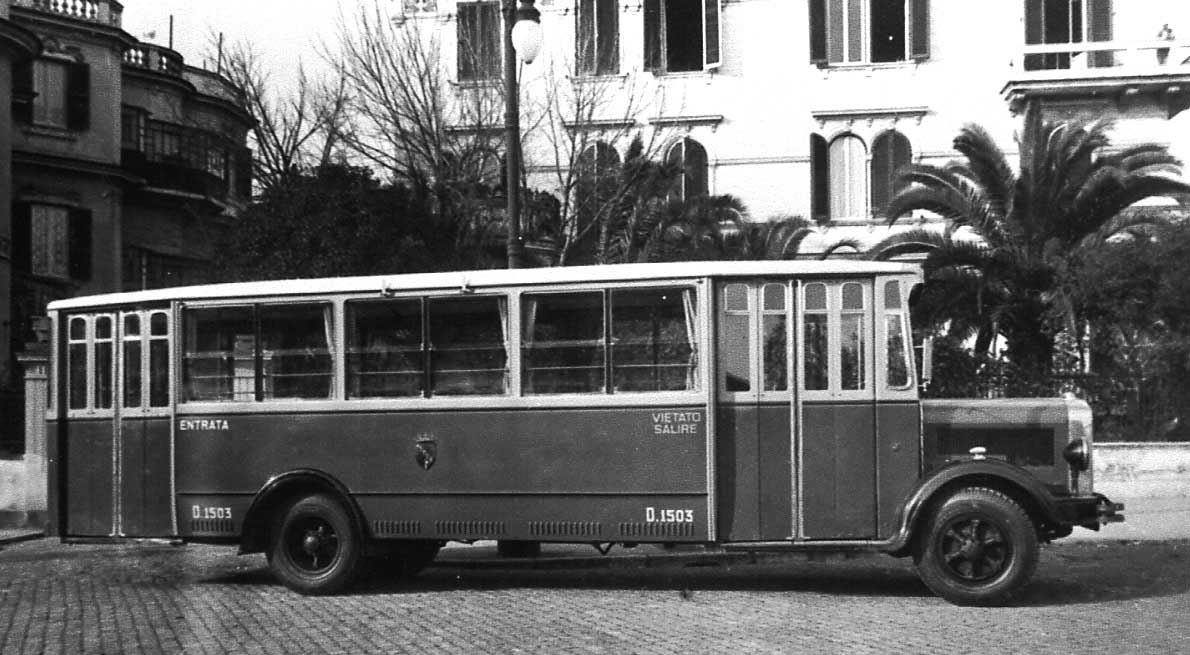
Lo sperimentale del 1934 n. D.1503
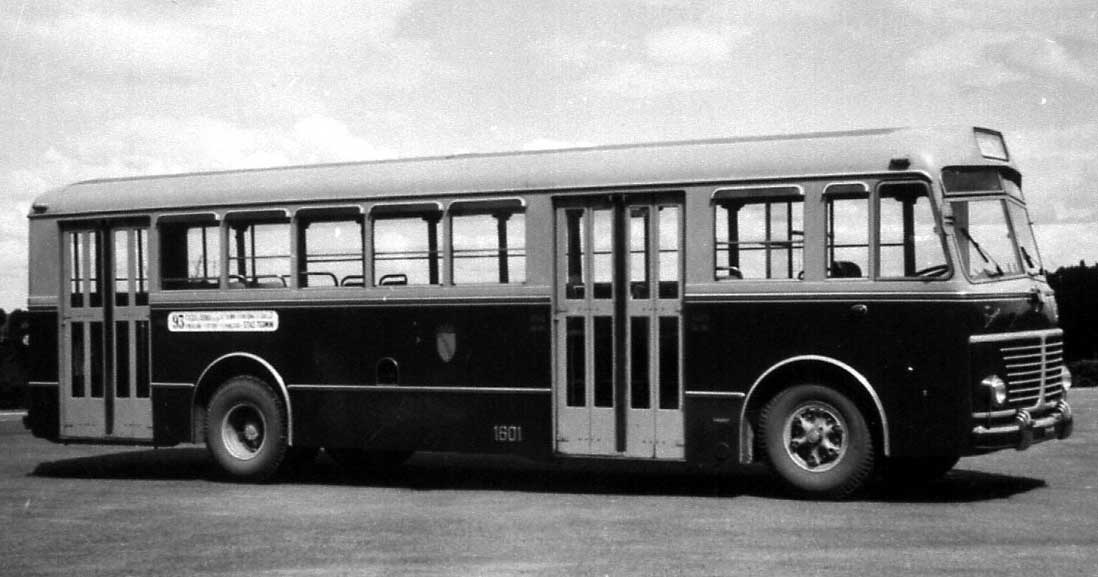
Vettura OM Orione del 1956 n. 1601
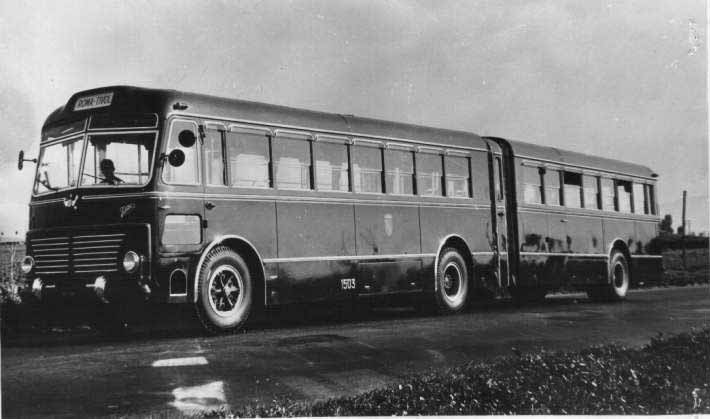
Un articolato OM Super Orione per la Roma-Tivoli del 1957 n. 1503

## Numerazione
Il prototipo del 1934 viene numerato 1503, nel gruppo di numeri 140x e 150x stabilito per i prototipi del periodo.
I Super Orione articolati sono compresi nel gruppo 15xx (1501-1523) e gli Orione, nel gruppo 16xx (1601-1619), entrambi carrozzati dalla Viberti: tali vetture sono immatricolate con soli numeri dispari, diversamente dai successivi cinque OM Titano, carrozzati dalla Piaggio, che li seguono con numeri di matricola pari e dispari (1621-1625).
OM sperimentale del 1934
| num. eserc. | q.tà | anno | telaio   | assi | carrozz. | motore | alim.* | pot. CV | lungh. mm | tara t. |
| ----------- | ---- | ---- | -------- | ---- | -------- | ------ | ------ | ------- | --------- | ------- |
| 1503        | 1    | 1934 | OM 5BLDL | 2    | OM (?)   | OM-LD  | D      | 64      | 9300      | 8       |

OM Orione
| num. eserc. | q.tà | anno | telaio    | carrozz. | motore | pot. CV | lungh. mm | tara t. | nota |
| ----------- | ---- | ---- | --------- | -------- | ------ | ------- | --------- | ------- | ---- |
| 1601-1609   | 5    | 1956 | OM Orione | Viberti  | CH-2-D | 175     | 10980     | 9,5     |      |
| 1611-1619   | 5    | 1959 | OM Orione | Viberti  | CH-2-D | 175     | 10980     | 9,5     |      |

OM Super Orione, articolati a tre assi per servizio extraurbano
| num. eserc. | q.tà | anno | telaio          | carrozz. | motore | pot. CV | lungh. mm | tara t. | nota |
| ----------- | ---- | ---- | --------------- | -------- | ------ | ------- | --------- | ------- | ---- |
| 1501-1523   | 12   | 1957 | OM Super Orione | Viberti  | CH-2DL | 200     | 17210     | 13,5    |      |

OM su meccanica 410
| num. eserc. | q.tà | anno | telaio | carrozz. | motore   | trasmiss.   | pot. CV | lungh. mm | tara t. | nota |
| ----------- | ---- | ---- | ------ | -------- | -------- | ----------- | ------- | --------- | ------- | ---- |
| 1621-1625   | 5    | 1965 | OM 410 | Piaggio  | OM DG-UL | automat. OM | 230     | 11000     | 9       |      |